# Guglielmo Sandri
Guglielmo Sandri (Bologna, 26 januari 1906 - aldaar, augustus 1961) was een Italiaans auto- en motorcoureur.
Guglielmo Sandri speelde ook voetbal, tennis en hij was ook wielrenner. Bovendien was hij een talentvol zanger. In de jaren dertig behoorde hij tot de beste Italiaanse motorcoureurs. 

## Carrière

### Motorfietsen
Toen hij 19 jaar was begon hij met motorraces. In 1931 won hij het "Circuito di Pesaro" met een 500cc NSU. In maart 1932 won hij de 350cc prijs van de stad Hannover tijdens "Eilenriede Rennen" met een AJS. Na deze wedstrijd ging hij ook rijden voor Scuderia Ferrari, dat in die tijd nog een motorteam had. Hier reed hij vooral nationale wedstrijden met motorfietsen van Norton en Rudge. Bij de Grote Prijs der Naties in Rome, die tevens de eendagsrace om het Europees kampioenschap was, werd hij met een Rudge tweede in de 350 cc klasse achter de Franse Jonghi-rijder Louis Jeannin. Later werd Sandri opgenomen in het fabrieksteam van Moto Guzzi, waar hij samen reed met Nello Pagani en Omobono Tenni. Dat had zojuist de nieuwe Bicilindrica 500 ontwikkeld en daarmee was Tenni al in 1934 en 1935 Italiaans kampioen geworden en in 1935 won Stanley Woods er de Senior TT mee. Sandri werd kampioen van Italië in 1937 met de Bicilindrica. Bovendien won hij in dat jaar de bijna 1.300 km lange Milaan - Tarento race. In 1939 reed Guglielmo Sandri op de A4 tussen Bergamo en Brescia zes  wereldsnelheidsrecords met een Moto Guzzi Compressore 250. In mei 1940 testte hij voor Moto Guzzi de nieuwe, experimentele Tre Cilindri compressorracer, die nooit in actie zou komen door het uitbreken van de oorlog en het compressorverbod daarna.

### Auto's
Als privérijder was Guglielmo Sandri ook in de autosport actief. In 1934 werd hij met een 2,5 liter Maserati 26M zesde in de "Circuito di Ravenna". Toen de Tweede Wereldoorlog begon beëindigde Guglielmo Sandri noodgedwongen zijn racecarrière. In 1948 won hij als bijrijder bij Johnny Lurani met een Donald Healey 2400 zijn klasse in de Mille Miglia.
Hij overleed in 1961 op 55-jarige leeftijd in zijn geboortestad Bologna. 